# Berghaselbach
Berghaselbach  ist ein Gemeindeteil von Wolfersdorf und eine Gemarkung (8,73 km²) im oberbayerischen Landkreis Freising.

## Geografie
Das Kirchdorf Berghaselbach liegt nördlich des Ampertales im Hallertauer Hügelland. Der Ort liegt im Tal des Siechenbaches, der bei Attenkirchen-Alsdorf entspringt und in die Amper mündet.

## Geschichte
Der Ort Haselbach wird 748 in einer Urkunde erwähnt, in der Herzog Tassilo eine Schenkung von Hasalpach an die Freisinger Domkirche erneuert. Der Ort besteht ursprünglich aus zwei Teilen: Thomashaselbach und Nikolaus- bzw. Berghaselbach. Die beiden Orte wurden Mitte des 19. Jahrhunderts zum Ort Berghaselbach vereinigt. Die Bezeichnung Berghaselbach kommt vom Klausenberg, auf dem einst die Nikolauskirche und eine Klause stand. Die Nikolauskirche wurde 769 erbaut und 1840 abgerissen. Daran erinnert ein 1890 erbautes Feldkreuz auf dem Klausenberg. 

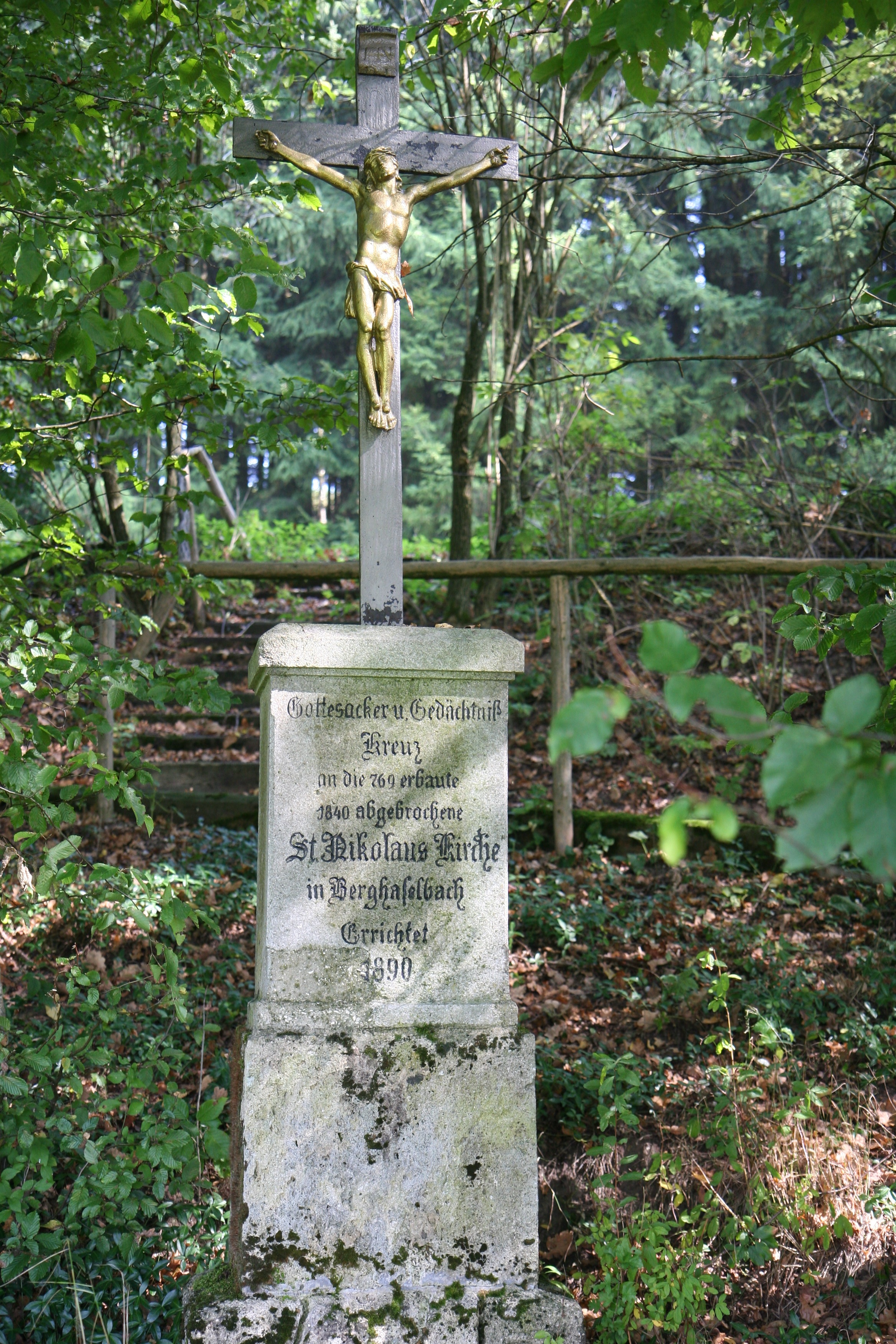
Feldkreuz auf dem Klausenberg

 In der 1709 errichteten Klause wohnten Angehörige des Eremitenordens zum heiligen Hyronimus. Der Eremit hielt  für die Kinder der umliegenden Ortschaften Schule. Die Klause wurde im Rahmen der Säkularisation geschlossen und zusammen mit der Kirche abgerissen.
Berghaselbach wurde im Zuge der Verwaltungsreformen in Bayern 1818 eine selbstständige politische Gemeinde.  Sie umfasste zusätzlich folgende Orte:
- Alsdorf
- Badendorf (1752 „Pättendorf“ genannt)
- Kaltenberg
- Kastenhofen
- Seel
- Sörzen
- Thonhausen

Im Rahmen der Gemeindegebietsreform wurde am 1. Januar 1977 die Gemeinde in die Gemeinde Wolfersdorf eingegliedert.

## Baudenkmäler
Als Baudenkmal ist die katholische Filialkirche St. Thomas mit ihrem romanischen Chor und gotischen Langhaus sehenswert.

## Persönlichkeiten
- Hanns Wöhrl (1890–1945 vermisst), Landrat